# Юный Ленинец (газета, Новосибирск)
«Юный Ленинец» — советская газета, издававшаяся с 1924 по 1941 год в Новониколаевске/Новосибирске.

## История
Создание газеты было связано с основанием в Новониколаевске сибирской краевой организации юных пионеров.
Стартовый номер вышел 5 декабря 1924 года. Первым издателем был Сибкрайком РЛКСМ.
В разное время издание выходило с подзаголовками «Газета юных пионеров» и «Краевая газета пионеров и школьников».
В 1925 году юные корреспонденты газеты посетили Москву, где встретились с Надеждой Крупской.
С августа 1930 года «Юный Ленинец» издавался Западно-Сибирским крайкомом, а с октября 1937 года — Новосибирским обкомом ВЛКСМ.
Выход газеты был прекращён из-за начавшейся Великой Отечественной войны. Последний номер был опубликован 2 июля 1941 года.

## Периодичность
С 1924 по 1930 год газета публиковалась еженедельно, причём в 1927 году было вышло лишь 11 номеров, газета приостанавливала работу. С 1931 года «Юный Ленинец» печатался каждые пять дней по 70—72 номера ежегодно, кроме 1935 года (39 номеров). В 1940—1941 годах — два раза в неделю.